# R-2
Le R-2 (code OTAN SS-2 Sibling) est un missile balistique à courte portée développé en Union soviétique. Il s'agit d'une version améliorée du  missile V2 développée par les Allemands durant la Seconde Guerre mondiale. Sa portée a été en particulier doublée par rapport à la copie soviétique du missile allemand, la R-1, passant à 550 km. Son premier vol a lieu en 1949 et le missile entre en production à partir de 1953.

## Historique
À la fin des années 1930, les ingénieurs allemands dirigés par Wernher von Braun ont pris une énorme avance dans le domaine de la propulsion et du guidage des fusées en développant le missile V2. Après la défaite de l'Allemagne nazie en 1945, les Alliés tentent chacun de leur côté de récupérer ce savoir-faire. Les Américains, dans le cadre de l'opération Paperclip, mettent la main sur les responsables du projet, dont Von Braun, ainsi que sur un grand nombre de fusées. le dirigeant soviétique Staline  envoie en Allemagne, avant même la fin des combats, tous les spécialistes soviétiques travaillant dans le domaine des fusées, dont Sergueï Korolev, le futur père du programme spatial soviétique, qui à la suite des purges staliniennes, était jusque là incarcéré dans une charachka (une prison pour ingénieurs). Les ingénieurs et techniciens soviétiques ont pour mission de collecter les informations, tenter de remettre en marche les installations de production des V2 et embaucher les experts et les techniciens allemands,.
En mai 1946, Staline décide de lancer l'Union soviétique dans le développement des missiles balistiques. Les outils de production des V2 sont rapatriés sur le territoire soviétique. Korolev qui a été identifié pour ses talents d'organisateur est placé à la tête du bureau d'études spécial no 1 OKB-1, rattaché au NII-88 (ОКБ-1 НИИ-88), où il est chargé de développer une version améliorée du V2, qui reçoit le nom de code R-2. Un premier projet consiste à développer une copie du missile V2, baptisé R-1. Un deuxième bureau d'études du NII-88 rassemble environ 150 spécialistes allemands du V2 que les autorités soviétiques ont transféré de manière autoritaire en URSS avec familles et bagages. Ils sont dirigés par Helmut Gröttrup et sont installés dans un camp situé sur l'île de Gorodomlia (en) sur le lac Seliger à 200 km de Moscou. Les autorités soviétiques leur demandent également de développer une version améliorée de la V2, qui reçoit le nom de code G-1. Parallèlement, un  établissement baptisé OKB-456 (aujourd'hui NPO Energomach, principal fabricant de moteurs-fusées de Russie) spécialisé dans la construction de moteurs-fusées à ergols liquides est créé dans une ancienne usine d'aviation à Khimki, dans la banlieue de Moscou ; Valentin Glouchko, nommé responsable de son bureau d'études, est chargé de fabriquer une copie du moteur du missile V2 avec l'aide de spécialistes et de techniciens allemands.
La version R-2 se caractérise par une portée doublée par rapport à celle de la V-1 et donc du missile soviétique R-1. Le projet est en concurrence avec le missile G-1 développé par les ingénieurs allemands de Gröttrup. La commission d'état évalue les deux projets en décembre 1948 et conclut que le projet G-1 présente de meilleurs caractéristiques. Korolev s'oppose à cette conclusion et améliore son missile en reprenant certaines caractéristiques du projet allemand comme le réservoir de carburant intégral  et le recours à un système d'extinction de la propulsion par commande radio qui permet d'améliorer la précision du missile. La décision de la commission d'état est finalement modifiée en faveur du projet de Korolev. Les tests de la R-2 ont lieu entre septembre 1949 et juillet 1951 et le système est accepté par les militaires en novembre 1951. Le premier missile de série est produit en juin 1953 à l'usine OKB-586, située à Dnipropetrovsk en Ukraine seulement 6 mois après le missile R-1.

## Mise en œuvre

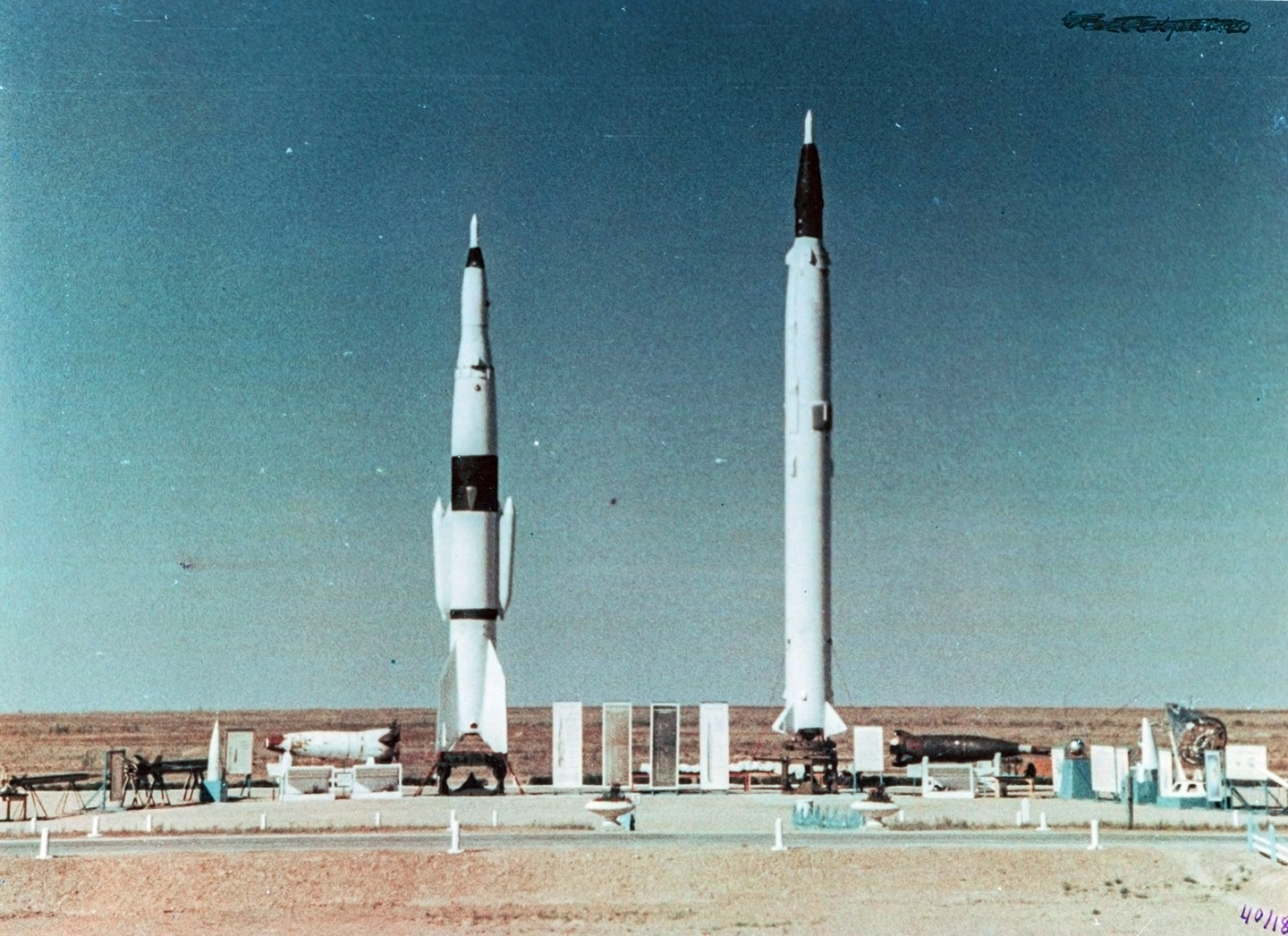
Missile R-2A (à gauche) et R-5A.

Le missile R-2 est déployé dans des unités opérationnelles. Chaque brigade équipée dispose de 6 équipements de lancement mobiles. Chacun de ces ensembles est composé de 11 véhicules. Il faut 6 heures pour préparer le missile. Une fois prêt, le missile peut être maintenu prêt pour le lancement durant 24 heures. Passé ce délai les ergols doivent être purgés et le missile doit repasser par une phase de préparation. En décembre 1957, une licence de fabrication a été cédée à la Chine qui a commencé à produire sa propre version, la Dongfeng 1 (de), point de départ de l'industrie des missiles balistiques dans ce pays. Plusieurs versions spécialisées ont été développées :
- R-2E prototype utilisé pour tester le réservoir intégral et la tête militaire détachable
- R-2R utilisée pour tester des équipements de commande radio pour le projet de missile R-3.
- R-2A fusée-sonde pour des études scientifiques sur la haute atmosphère.

## Caractéristiques techniques
Le missile R-2  est long de 17,65 mètres pour un diamètre de 1,56 mètre (3,56 mètres avec l'empennage). C'est un engin de 19,6 tonnes (4,6 tonnes à vide) propulsé par un moteur-fusée RD-101 brûlant un mélange de méthanol et d'oxygène liquide exerçant une poussée au décollage de 404 kilonewtons. Il décolle d'une rampe de lancement qui peut être mobile et est accéléré durant 85 secondes jusqu'à atteindre une vitesse de 2,175 km/s. Il dispose d'un système de guidage utilisant des gyroscopes qui adapte la trajectoire en utilisant des gouvernes placées sur son empennage et des déflecteurs de jet placés à la sortie de la tuyère. L'extinction du moteur peut être déclenchée par radio. Sa trajectoire culmine à environ 150 km et il emporte une charge militaire constituée de 508 kilogrammes d'explosifs à une distance pouvant atteindre 550 km.